# Soosia diodonta
Soosia diodonta е вид коремоного мекотело от семейство Helicodontidae. Този вид се среща в България, Източна Сърбия и Западна Румъния.